# Uta Heil
Uta Heil (* 1966) ist eine deutsche evangelische Kirchenhistorikerin und unterrichtet als Professorin an der Universität Wien. Ihre Forschungen betreffen das Christentum im Altertum, insbesondere in der Spätantike.

## Leben
Von 1985 bis 1993 studierte sie evangelische Theologie an der Kirchlichen Hochschule Bethel und an der Universität Bonn. Von 1995 bis 1997 absolvierte sie ein Promotionsstudium an der Universität Erlangen-Nürnberg. Nach der Promotion  war sie  wissenschaftliche Mitarbeiterin am Lehrstuhl für Kirchengeschichte I (Ältere Kirchengeschichte) an der Evangelisch-Theologischen Fakultät in Erlangen-Nürnberg. Von 1999 bis 2004 war sie ebendort wissenschaftliche Assistentin und von 2004 bis 2009 ebendort wissenschaftliche Mitarbeiterin. Von 2000 bis 2012 arbeitete sie an der Edition der Schriften des Athanasius von Alexandrien: DFG-Projekt „Editio critica maior der Athanasius-Werke. Band II (Apologien)“, im Auftrag der Berlin-Brandenburgischen Akademie der Wissenschaften, und „Editio critica maior der Athanasius-Werke. Band III (Dokumente zur Geschichte des arianischen Streits)“, ebenfalls im Auftrag der Berlin-Brandenburgischen Akademie der Wissenschaften, mit. Nach der Habilitation 2009 vertrat sie von 2009 bis 2010 den Lehrstuhl Kirchengeschichte I (Ältere Kirchengeschichte, Hanns Christof Brennecke) im Fachbereich Theologie der Universität Erlangen-Nürnberg und 2011 die Professur Kirchengeschichte an der Theologischen Fakultät der Universität Jena. Von 2013 bis 2015 war sie Heisenbergstipendiatin der DFG. 2012/2013 lehrte sie als Gastprofessorin an der Evangelisch-Theologischen Fakultät der Universität Tübingen. 2014 lehnte sie den Ruf auf die W3-Professur für Kirchengeschichte I (Ältere Kirchengeschichte) an der Universität München ab. Seit März 2015 ist sie Universitätsprofessorin für Kirchengeschichte am Institut für Kirchengeschichte, Christliche Archäologie und Kirchliche Kunst der Evangelisch-Theologischen Fakultät der Universität Wien.
2021 wurde sie korrespondierendes Mitglied der philosophisch-historischen Klasse der Österreichischen Akademie der Wissenschaften (ÖAW).
Ihre Forschungsschwerpunkte sind frühchristliche apologetische Schriften des zweiten Jahrhunderts, „arianischer“ Streit um die Trinitätstheologie vom vierten bis zu sechsten Jahrhundert / Glaubensbekenntnisse und Synode, Christentum in der Zeit der „Völkerwanderung“ (400–600 n. Chr.) und Schriftauslegung in der alten Kirche.

## Schriften (Auswahl)
- Athanasius von Alexandrien – de sententia Dionysii. Einleitung, Übersetzung und Kommentar. Berlin 1999, ISBN 3-11-016520-1.
- mit Jörg Ulrich: Klausurenkurs Kirchengeschichte. 61 Entwürfe für das 1. theologische Staatsexamen. Göttingen 2002, ISBN 3-8252-2364-7.
- Avitus von Vienne und die homöische Kirche der Burgunder. Berlin 2011, ISBN 978-3-11-025154-8.
- als Herausgeberin mit Annette von Stockhausen: Die Synoden im trinitarischen Streit. Über die Etablierung eines synodalen Verfahrens und die Probleme seiner Anwendung im 4. und 5. Jahrhundert. Berlin 2017, ISBN 3-11-041959-9.